# Proshizonotus corticis
Proshizonotus corticis är en stekelart som först beskrevs av Girault 1925.  Proshizonotus corticis ingår i släktet Proshizonotus och familjen puppglanssteklar. Inga underarter finns listade i Catalogue of Life.